# آیور گراتان-گینس
آیور گراتان-گینس (به انگلیسی: Ivor Grattan-Guinness) (زاده ۲۳ ژوئن ۱۹۴۱-درگذشته ۱۲ دسامبر ۲۰۱۴ در دربی شر) تاریخ‌نگار ریاضیات اهل انگلستان بود.

## زندگی و کارنامه
گراتان-گینس در دانشگاه آکسفورد و مدرسه اقتصاد لندن رفت به آموختن منطق ریاضی و فلسفه علم پرداخت و پس از دریافت مدرک کارشناسی ارشد در سال ۱۹۶۶ در دانشگاه لندن در سال ۱۹۶۹ درجه دکتری را دریافت کرد. او در دانشگاه میدلسکس به استادی رسید و در همان‌جا بازنشسته شد. گراتان-گینس در سال ۱۹۷۹ در مؤسسه مطالعات پیشرفته در پرینستون بود. وی عضو مدرسه اقتصاد لندن و از ۱۹۹۱ عضو آکادمی جهانی تاریخ علم در فرانسه است.
گراتان-گینس از سال بنیانگذاری مجله هیستوریا ماتماتیکا در سال ۱۹۷۴ جزو ویراستاران آن بوده‌است و خود در سال ۱۹۷۹ مجله ای با نام «مجله تاریخ و فلسفه منطق» را بنیان نهاد که تا سال ۱۹۹۱ ویراستار آن بود. وی همچنین از سال ۱۹۷۷ تا ۱۹۹۳ عضو بخش اجرایی کمیته جهانی تاریخ ریاضیات بوده‌است. گراتان-گینس در سالهای ۱۹۹۶ تا ۱۹۹۸ رئیس انجمن انگلیسی تاریخ ریاضیات بود. او به عنوان تاریخ‌نگار ریاضیات، به پژوهش دربارهٔ تاریخ منطق ریاضی و نیز بنیانهای ریاضیات و همچنین آنالیز ریاضی بویژه از آغاز سده نوزدهم با تأکید بر رابطه دوجانبه ریاضیات و کاربرد آن پرداخت.
گراتان-گینس در سال ۲۰۰۹ جایزه کنت ا. می را به پاس پژوهشهایش دریافت کرد و در دسامبر ۲۰۱۴ در پی نارسایی قلبی درگذشت.

## آثار
- 1970. The Development of the Foundations of Mathematical Analysis from Euler to Riemann.
- 1972. 'Joseph Fourier, 1768–1830' (In collaboration with J.R. Ravetz). MIT Press.
- 1977. Dear Russell—Dear Jourdain: a Commentary on Russell's Logic, Based on His Correspondence with Philip Jourdain.
- 1980. From the Calculus to Set Theory, 1630–1910: An Introductory History (with chapters written by
- 1982. Psychical Research: A Guide to Its History, Principles & Practices - in celebration of 100 years of the Society for Psychical Research, Aquarian Press
- 2009 Routes of Learning: Highways, Pathways, and Byways in the History of Mathematics.